# Commission scientifique du Mexique
La Commission scientifique du Mexique est une entente scientifique entre chercheurs français et mexicains qui eut lieu de 1864 à 1867.

## Historique
En 1857, la Société américaine de France est créée par un groupe d'américanistes français, parmi lesquels Brasseur de Bourbourg, Léon de Rosny et Aubin. Elle débouche deux ans plus tard, en 1859, sur la création de la Société d'ethnographie américaine et orientale, dont la section américaine est renommée en 1863 Comité d'archéologie américaine, et va publier la Revue américaine.
Dans ce contexte de début d'amplification et d'institutionnalisation de la recherche américaniste, Napoléon III, dans le cadre de son expédition du Mexique, crée la Commission scientifique du Mexique, par décret le 27 février 1864 à Paris. Sur décision du général Achille Bazaine à Mexico, en parallèle de la création de la Commission scientifique, artistique et littéraire, elle est placée sous la direction de Victor Duruy et la présidence du colonel Doutrelaine.
Présentée régulièrement comme un échec, elle est pourtant encore le centre de débats au Mexique. Ainsi, des historiens comme Ismael Ledesma Mateos, Magdalena Martínez Guzmán, Rosaura Ramírez Sevilla ou Alberto Soberanis défendent qu'elle influença directement le développement des disciplines scientifiques au Mexique pendant et après l’intervention militaire.

## Membres
Sciences naturelles et médecines
- Henri Milne Edwards
- Jean Louis Armand de Quatrefages de Bréau
- Joseph Decaisne
- Charles Sainte-Claire Deville
- baron Larrey
- Jean-Baptiste Fuzier[8]

Sciences physiques
- Jean-Baptiste Philibert Vaillant
- Jean-Pierre Edmond Jurien de la Graviére
- Jean-Baptiste Boussingault
- Charles Pierre Mathieu Combes
- Hervé Étienne Auguste Albans Faye
- Louis Urbain Dortet de Tessan
- Hippolyte Marié-Davy
- Louis Vivien de Saint-Martin

Linguistique et archéologie
- Jean-Baptiste Louis Gros
- Henri Adrien Prévost de Longpérier
- Louis-Ferdinand Alfred Maury
- Léonce Angrand
- Eugène Emmanuel Viollet-Le-Duc
- César-Denis Daly
- Charles Étienne Brasseur de Bourbourg
- Joseph Marius Alexis Aubin
- Emmanuel Domenech
- Léon-Eugène Méhédin
- Jean-Baptiste Fuzier[9]

Politique et économie
- Michel Chevalier
- Francois-Louis Bellaguet

Autres
- Auguste Dollfus (géologie)
- Eugène Boban (antiquaire)
- Lucien Biart (écrivain)